# Lac Nicole
Le lac Nicole est un lac situé au nord de la péninsule Loranchet sur la Grande Terre, l'île principale des Kerguelen dans les Terres australes et antarctiques françaises.

## Géographie

### Situation
Le lac Nicole est situé au nord de la péninsule Loranchet au centre de la montagne du cap Coupé. De forme allongée, il s'étend sur environ 650 mètres de longueur et 250 mètres de largeur maximales pour environ 0,123 km2 de superficie et est situé à environ 200 m d'altitude dans une dépression formée dans le relief des montagnes environnantes qui l'alimentent par les eaux de pluie et la fonte des neiges. Son excédent s'écoule par un torrent exutoire directement dans l'océan Indien au niveau de l'anse de l'Iceberg.

### Toponyme
Le lac doit son nom – attribué en 1967 par la commission de toponymie des îles Kerguelen – au prénom de l'épouse de l'ingénieur Journoud qui a participé pour l'Institut géographique national (IGN) à la mission de relevés topograhiques de la péninsule Loranchet en 1964 et 1965.